# Rudolf Coenders
Rudolf Coenders (Harlingen, 1638 - Noordzee, 4 augustus 1666) was een Nederlands admiraal uit de zeventiende eeuw.
Geboren in 1638 in Harlingen, maar stammend uit een welgestelde Groninger familie, nam Coenders al jong deel aan de Eerste Engels-Nederlandse Oorlog. Hij vocht in 1653 in de Zeeslag bij Nieuwpoort en de Slag bij Ter Heijde. In 1662 werd hij buitengewoon kapitein, op 7 november 1664 gewoon kapitein. Daarna liep zijn carrière zeer voorspoedig: op 17 maart 1665 werd hij door de Staten van Groningen die het recht hadden de officieren op de Groninger schepen aan te stellen, benoemd tot viceadmiraal in de Admiraliteit van Friesland en Groningen.
Coenders heeft op meerdere schepen gevochten. Op de Groningen met 40 kanonnen nam hij dat jaar deel aan de Slag bij Lowestoft - het is een aanwijzing voor de in het algemeen lage vuurkracht van de Nederlanders dat een admiraal zo'n zwak bewapend vlaggenschip had. Al in augustus nam hij de Stad en Lande met 54 kanonnen in gebruik en in 1666 de nieuwe Groningen met 72 kanonnen. Daarmee vocht hij dat jaar in de Vierdaagse Zeeslag. Zeven weken later op 4 augustus werd het Fries-Groningse smaldeel tijdens de Tweedaagse Zeeslag verrast door een onverwachte Engelse manoeuvre en uiteengeslagen. Coenders sneuvelde. Hij werd als viceadmiraal opgevolgd door de Oost-Fries Enno Doedes Star.